# Günther Großmann
Günther Großmann (* 9. Januar 1927 in Pillau, Ostpreußen; † 7. August 2017 in Bad Kösen) war ein Universitätsprofessor an der Humboldt-Universität zu Berlin und an der Martin-Luther-Universität Halle-Wittenberg. Er war der Begründer der Rehabilitationspädagogik Verhaltensgeschädigter in der DDR.

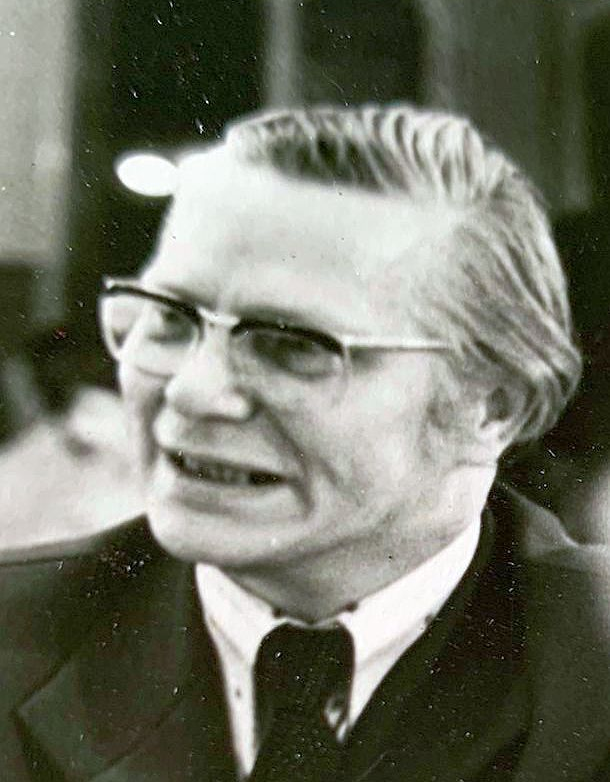
Prof. Dr. sc. Günther Großmann

## Leben
Günther Großmann absolvierte die Volksschule und Oberrealschule und begann im Dezember 1945 seine Laufbahn als Neulehrer. Nach der ersten und zweiten Lehrprüfung absolvierte er ein Studium im Fach Pädagogik der Schwachsinnigen und Schwererziehbaren an der Pädagogischen Fakultät der Humboldt-Universität zu Berlin. 1959 legte er das Staatsexamen für das Unterrichtsfach Deutsch an Oberschulen ab. Im Jahr 1964 wurde er zum Dr. paed. promoviert. 1969 erhielt er die Facultas docendi für Verhaltensgestörtenpädagogik – die erste auf diesem Fachgebiet überhaupt in der DDR. Er arbeitete an Volksschulen, an Heimen und Sonderschulen. Besonders prägend war für ihn seine Arbeit als Schulleiter der Sonderschule in Görlitz. Von da aus wechselte er 1960 an die Humboldt-Universität, wo er begann, die Fachrichtung Rehabilitationspädagogik Verhaltensgeschädigter aufzubauen. Im Jahr 1974 folgte die Habilitation auf diesem Gebiet. Bis 1978 war er Hochschuldozent in dieser Fachrichtung in Berlin, noch im selben Jahr erhielt er an der Martin-Luther-Universität Halle-Wittenberg eine Professur für Rehabilitationspädagogik, gleichzeitig übernahm er die Leitung des Instituts.
Nach dem Ausscheiden aus der Universität im Jahr 1992 zog sich Günther Großmann zurück. Die geringe Würdigung seiner Leistungen, die Ignoranz der Fachwissenschaft ließen ihn verbittern. Dennoch kommt die moderne Pädagogik der Gefühls- und Verhaltensstörungen um den Begründer der Rehabilitationspädagogik Verhaltensgeschädigter nicht herum.

## Schaffen
Großmann setzte durch, dass für Kinder mit Verhaltensproblemen Klassen und später Sonderschulen gegründet wurden. Im Jahr 1984 wurden diese „Ausgleichsklassen“, so die damalige korrekte Bezeichnung, gegründet und gesetzlich verankert. Dies erfolgte in heftiger Auseinandersetzung mit dem damaligen Ministerium für Volksbildung. Verhaltensprobleme in der sozialistischen Gesellschaft bedurften besonderer Begründungen.
Anita Gerth, langjährige Mitarbeiterin Großmanns in Berlin, bestätigte, dass Verhaltensschädigung als soziale oder schulische Kategorie in der DDR kaum geduldet wurde. Publikationen zum Thema Verhaltensschädigung waren fast ausschließlich im Verlag „Volk und Gesundheit“ möglich, der eigentliche pädagogische Verlag „Volk und Wissen“ publizierte zu diesem Themengebiet kaum. Die Konzentration auf die biotischen Entstehungsfaktoren rief bei Fachwissenschaftlern im westlichen Ausland teilweise Unverständnis hervor. Großmann stand gerade in der Wendezeit unter starkem Rechtfertigungsdruck. Sein Modell zur Erklärung von Verhaltensschädigungen hebt die biotischen, psychischen und sozialen Entwicklungsbedingungen von Verhaltensschädigungen, so der damalige Begriff, hervor.
Das besondere schulpolitische Verdienst Großmanns, die Einführung der Ausgleichsklassen, ist teilweise noch heute in den östlichen Bundesländern in der Schulbezeichnung sichtbar. So manche Schule nennt sich noch wie damals „Schule mit Ausgleichsklassen“, wie z. B. Förderschule mit Ausgleichsklassen Sandersleben, Halle u. a.
Besondere Verdienste erwarb er sich in der Diagnostik auffälligen Verhaltens, sein Kompendium zeigte zehn Syndromgruppen auf, in denen er Verhaltensweisen klassifizierte. Aus heutiger Sicht ein Klassifikationssystem, das für den schulischen Bereich wesentliche Kriterien lieferte.
Im Auftrag des Bildungsministeriums leistete er in Langzeitaufenthalten auf Kuba und in Angola umfassende Entwicklungshilfen beim Aufbau eines Sonderschulsystems und der dazu gehörigen Wissenschaft. Zahlreiche seiner Aspiranten aus beiden Ländern schlossen ihre akademischen Qualifikationen am Institut für Rehabilitationspädagogik in Halle ab und tragen teilweise noch heute Verantwortung in ihren Ländern.
Großmann war Autor zahlreicher Bücher und Artikel, seine Bibliografie umfasst mehr als 170 Publikationen. Das Buch „Rehabilitationspädagogik Verhaltensgeschädigter“ (1984, 1990), welches er gemeinsam mit Anita Gerth und einem Autorenkollektiv herausgab, war das Grundlagenbuch der Verhaltensgestörtenpädagogik in der DDR.

## Schriften (Auswahl)
- G. Großmann, A. Gerth und Autorenkollektiv: Rehabilitationspädagogik Verhaltensgeschädigter. 2., überarb. Auflage. Gesundheit, Berlin 1990.
- Unser viertes Rechenbuch für die 6. Klasse der Hilfsschule. Volk und Wissen, Berlin 1965.
- G. Großmann, W. Schmitz: Pedagogic-Psychologic Aspects of Intelligence Diagnostics in brain - injured children and their Importance for Therapie and Prognosis. In: Psychiat. Digest. 30, Washington 1969, S. 21–22.
- G. Großmann: Verhaltensstörungen im frühen Schulalter. In: Die Sonderschule. 23/1978, 1. Beiheft, S. 28–64.
- Trasternos de la conducta en los primeros años de edad. Material mimeografico. Ministerio de Education (Cuba), La Habana 1979. In: Fundamentos de defectologie. Editorial des libros para education. Cap. 8 y 9.
- G. Großmann, W. Schmitz: Grundlagen ärztlich-pädagogischer Maßnahmen für verhaltensgestörte Schüler der Normalschule (Originale Publikation: Г. Гроссман, В. Шмитц: Основы медицинских-педагогических мероприятий для детей с нарушением поведения в нормальной школе. In: Т. А. Влассова, М. С. Певзнер (ред.): Дети со временными задержками развития. изд. Педагогика, Москва 1971, S. 57–63)